# Idiopatická trombocytopenická purpura
Idiopatická trombocytopenická purpura seu morbus maculosus Werlhofi (ITP) je nejčastější stav, při němž má člověk bez jakýchkoliv známých příčin (idiopaticky) nízký počet krevních destiček (trombocytopenie). Ve většině případů má onemocnění původ v protilátkách proti krevním destičkám. ITP je často asymptomatická, ačkoliv velmi nízký počet krevních destiček může vést k viditelným symptomům, jako je purpura (modřiny), či mnohem závažnější krvácení.
Rozlišují se dvě formy:
- akutní – vyskytuje se převážně v dětském věku s častou spontánní úpravou.
- chronická

Imunitní trombocytopenická purpura (ITP) je autoimunitní onemocnění způsobené protilátkami proti krevním destičkám. Vlivem těchto protilátek dochází ke zvýšené destrukci krevních destiček a zároveň je nedostatečná jejich produkce v kostní dřeni. Onemocnění je charakterizované přechodným nebo trvalým poklesem počtu krevních destiček a z toho vyplývajícím zvýšeným rizikem krvácení v závislosti na závažnosti trombocytopenie.
Typické je krvácení kožně-slizniční, tj. drobné krvácení do kůže velikosti špendlíkové hlavičky (tzv. petechie), plošná kožní krvácení, zvýšená tvorba modřin, krvácení z nosu a dásní. V závažnějších případech se také může vyskytnout krvácení do zažívacího, močového a genitálního traktu a krvácení do centrální nervové soustavy.